# Dalbergia capuronii
Espèce
Statut de conservation UICN

 EN B1+2abcde : En danger
Dalbergia capuronii est une espèce de plantes à fleurs de la famille des Fabaceae.

## Publication originale
- Bulletin du Muséum National d'Histoire Naturelle, Section B, Adansonia. sér. 4, Botanique Phytochimie 18: 176–180, f. 3(A–I), map. 1996.